# Микрево
Мѝкрево е село в Югозападна България, община Струмяни, област Благоевград.
По Берлинския договор от 1878 г. селото остава в Османската империя. В България то е според Букурещкия мирен договор от 1913 г.

## Население

### Етнически състав
Преброяване на населението през 2011 г.
Численост и дял на етническите групи според преброяването на населението през 2011 г.:
|                     | Численост |
| Общо                | 2228      |
| Българи             | 1306      |
| Турци               | -         |
| Цигани              | 89        |
| Други               | 54        |
| Не се самоопределят | -         |
| Неотговорили        | 771       |

## География
Село Микрево се намира на около 44 km южно от областния център Благоевград, около 1,5 km юг-югозападно от общинския център Струмяни и около 10 km северозападно от град Сандански. Разположено е в североизточната част на Санданско-Петричката котловина, в югоизточните подножия на Малешевска планина, край десния (западния) бряг на река Струма при вливането в нея на притока ѝ Цапаревска река, която протича през селото и го дели на Горна махала и Долна махала. Климатът е континентално-средиземноморски, почвите в землището са преобладаващо наносни и делувиални. Надморската височина в центъра на селото е около 139 m, на запад нараства до около 180 m, а общият наклон е на изток към река Струма.
През Микрево минава третокласният републикански път III-1008, водещ на североизток към връзка с минаващата покрай селото автомагистрала „Струма“, връзка по-нататък отвъд река Струма с първокласния републикански път I-1 (част от Европейски път Е79) и село Струмяни, а на югозапад – през село Раздол към село Клепало. Този път се пресича в Микрево от третокласния републикански път III-1082, който на юг води през селата Вълково, Струма, Лебница и Рибник до връзка с третокласния републикански път III-108, а на север минава през селата Горна Крушица и Сливница, пресича река Струма и източно от нея в град Кресна се свързва с първокласния републикански път I-1 (Е79).
Землището на село Микрево граничи със землищата на: село Каменица на север; село Илинденци на изток; село Драката на юг; село Палат на юг; село Велющец на югозапад; село Седелец на югозапад; село Кърпелево на запад.
В землището на Микрево има два микроязовира.
В селото има шивашки цехове, 2 БЦК цеха, оранжерии, магазини за хранителни и други стоки и горско стопанство.
Населението на село Микрево, наброявало 617 души (местно население) при преброяването към 1934 г., към 1992 г. наброява 2254 души и към 2020 г. – 2173 души (по текущата демографска статистика за населението).
При преброяването на населението към 1 февруари 2011 г., от обща численост 2228 лица, за 1306 лица е посочена принадлежност към „българска“ етническа група, за 89 – към „ромска“, за 54 – към „други“, за „турска“ и за „не се самоопределят“ не са посочени данни и 771 – „не отговорили“.

## История
В югозападния край на селото и югозападно от него в местността Връчвите има останки от късноантично селище и некропол. Северозападно от селото са останките от късноантичната крепост Горно Градище. В нея в 1996 година е разкрита Микревската базилика (Долно Градище).
През XIX век Микрево е малко село, числящо се първоначално към Мелнишката каза, а след 1878 година към Петричката каза на Серския санджак. В „Етнография на вилаетите Адрианопол, Монастир и Салоника“, издадена в Константинопол в 1878 година и отразяваща статистиката на населението от 1873 година, Микрово (Mikrovo) е посочено като село с 16 домакинства и 12 жители мюсюлмани и 20 жители българи.
Съгласно известната статистика на Васил Кънчов към 1900 година в Микрово живеят 112 души българи християни.
През 1913 година по време на Междусъюзническата война селото е завзето и опожарено от гръцката армия.
Над селото има така нареченити бункери останали от Втората световна война. Има тунели, които водят до съседните села Струмяни и Каменица, където хората са се криели от атаките. Дори тунелът към Струмяни минава под р. Струма. След края на войната тунелите били зазидани.
Микрево нараства след миграцията на жителите на село Горно Решково и голяма част от жителите на Село Палат. След присъединяването на областта към България в 1912 година, хората от планината слизат долу в полето, където почвата е по-плодородна и има възможност за отглеждане на повече селскостопански култури. След това започват да мигрират и хора от други села в Малешевията и така селото добива сегашния си вид.
През периода 1970 – 1991 г. Микрево е квартал на село Струмяни.

## Обществени институции
Село Микрево към 2022 г. е център на кметство Микрево.
В село Микрево към 2022 г. има:
- действащо читалище „Братя Миладинови – 1936“;[19][20]
- действащо общинско средно училище „Свети Паисий Хилендарски“;[21]
- православна църква „Свети великомъченик Георги Победоносец;
- пощенска станция.[22]

## Редовни събития
Международен фолклорен фестивал „Малешево пее и танцува“ се провежда ежегодно през октомври от 2003 г.
Също така на 2 май микревци се качват на Решково, където правят курбан край параклис. Задължително се организира превоз.

## Личности
Родени в Микрево
- Симеон Щерев (р. 1959), български борец и треньор